# Ferroericssonita
La ferroericssonita és un mineral de la classe dels silicats que pertany al grup de l'ericssonita.

## Característiques
La ferroericssonita és un sorosilicat de fórmula química BaFe²⁺₂Fe³⁺(Si₂O₇)O(OH). Va ser aprovada com a espècie vàlida per l'Associació Mineralògica Internacional l'any 2010. Cristal·litza en el sistema monoclínic. La seva duresa a l'escala de Mohs és 4,5.

## Formació i jaciments
Va ser descoberta al dipòsit de Big Creek, al comtat de Fresno (Califòrnia, Estats Units). També ha estat descrita a un altre indret del mateix estat: el dipòsit de bari i silicats de Trumbull Peak, al comtat de Mariposa. Aquests dos indrets són els únics de tot el planeta on ha estat descrita aquesta espècie mineral.